# 横浜市交通局700型電車
横浜市交通局700型電車（よこはましこうつうきょく700がたでんしゃ）は、かつて横浜市交通局が所有していた路面電車である横浜市電の電車。

## 概要
1939年（昭和14年） - 1943年（昭和18年）に横浜市電の工場で12両、1947年に横浜車両製作所で5両が製造された。712までは200型、713 - 717については300型の更新車であるが戦中戦後の混乱期なので木造車である。

## 運用
全車1952年 - 1953年に台車を400型からの流用品ブリル79E、あるいは同一の新品に更新されている。老朽化による廃車は1963年から始まり、杉田線が廃止された1967年に形式消滅。

## 保存
廃車時には2両が保存されたが他の路面電車の保存車と同じように荒廃が進み撤去され保存車は現存しない。